# Kurt Borchers (Forstmann)
Kurt Borchers (* 22. Juli 1901 in Braunschweig; † 16. Mai 1970 in Hannover) war ein deutscher Forstmann und Verwaltungsbeamter. Er stand von 1965 bis 1966 an der Spitze der Niedersächsischen Landesforstverwaltung.

## Leben
Kurt Borchers wurde 1901 in Braunschweig geboren. Dort besuchte er die Schule und bestand 1919 das Abitur. Er durchlief im Forstamt Wolfenbüttel eine forstliche Lehre und studierte anschließend Forstwissenschaft an der Forstlichen Hochschule in Hann. Münden und in München. Während der nachfolgenden Referendarzeit wurde er 1927 an der Universität München zum Dr. oec. publ. promoviert. Er war anschließend einige Jahre als Forsteinrichter bei der Forsteinrichtungs- und Forstlichen Versuchsanstalt des Landes Braunschweig tätig, die unter der Leitung von Karl Abetz stand. Borchers leitete ab 1931 verschiedene braunschweigische Forstämter, darunter Tanne (Harz), und 1933 bis 1938 die Forstämter Grünenplan im Hils und Lutter am Barenberge. Er wurde 1938 Inspektionsbeamter und Referent für Waldbau und Forsteinrichtung an der Zentrale der Landesforstverwaltung in Braunschweig. Borchers nahm als Pionieroffizier ab 1939 am Zweiten Weltkrieg teil, von dem er im August 1945 zurückkehrte.

### Nach dem Zweiten Weltkrieg
Nach Kriegsende war Borchers weiterhin bei der Landesforstverwaltung Braunschweig tätig. In einem Artikel des Spiegel vom 22. Februar 1947, in dem er vor den klima- und landschaftsverändernden Folgen der umfangreichen Abholzung in der britischen Besatzungszone im Rahmen der britischen Aktion Specht warnt, wird er als „einer der hervorragendsten Sachkenner des deutschen Waldes“ bezeichnet. Er wechselte im Oktober 1949 als Referent an das Niedersächsische Ministerium für Ernährung, Landwirtschaft und Forsten. Er wurde 1953 zum Landforstmeister und 1963 zum Oberlandforstmeister ernannt. Bis 1965 war er dort Leiter des Referats für Waldbau, Forsteinrichtung und weitere forstbetriebliche Fachgebiete. Anschließend stand er als Leitender Ministerialrat an der Spitze der Niedersächsischen Landesforstverwaltung. Borchers wurde 1966 pensioniert. Im Jahr 1968 wurde er mit der Heinrich-Christian-Burckhardt-Medaille der Forstlichen Fakultät der Georg-August-Universität Göttingen ausgezeichnet. Er starb im Mai 1971 im Alter von 68 Jahren in Hannover.
Borchers publizierte über forstwissenschaftliche Themen, u. a. in der forstlichen Schriftenreihe Aus dem Walde.

## Schriften (Auswahl)
- Wert und praktische Durchführbarkeit bestandsgeschichtlicher Forschungen unter besonderer Berücksichtigung der braunschweigischen Verhältnisse, Dissertation, Braunschweig 1928.
- Der Wald als deutsches Volksgut, Lüneburg 1948.
- mit Kurt Schmidt: Nachweis der Herkünfte für die derzeitigen Kiefern-Vorkommen im nördlichen Niedersachsen, Hannover, posthum 1973.